# 妮可·門德斯
妮可·蘭赫爾·門德斯（英語：Nicole Rangel Mendes，1997年11月21日—）是一名出生於美國德克薩斯州的壘球選手，司職外野手。她在高中時期選擇在家自學。

## 外部連結
- 妮可·門德斯的X（前Twitter）
- 妮可·門德斯的Instagram帳戶